# Euphorbia pteroneura
Euphorbia pteroneura là một loài thực vật có hoa trong họ Đại kích. Loài này được A.Berger mô tả khoa học đầu tiên năm 1907 publ. 1906.

## Hình ảnh

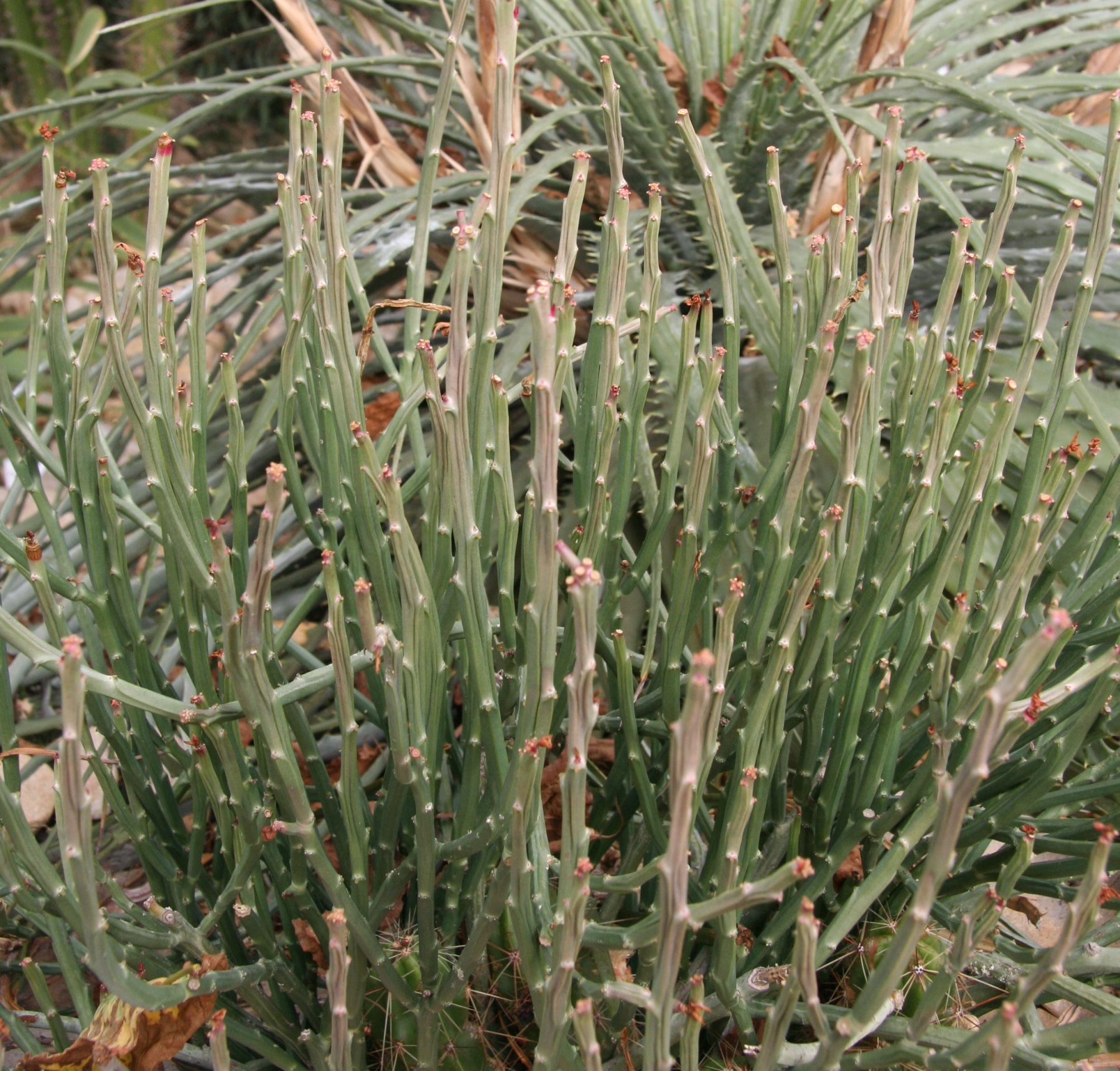
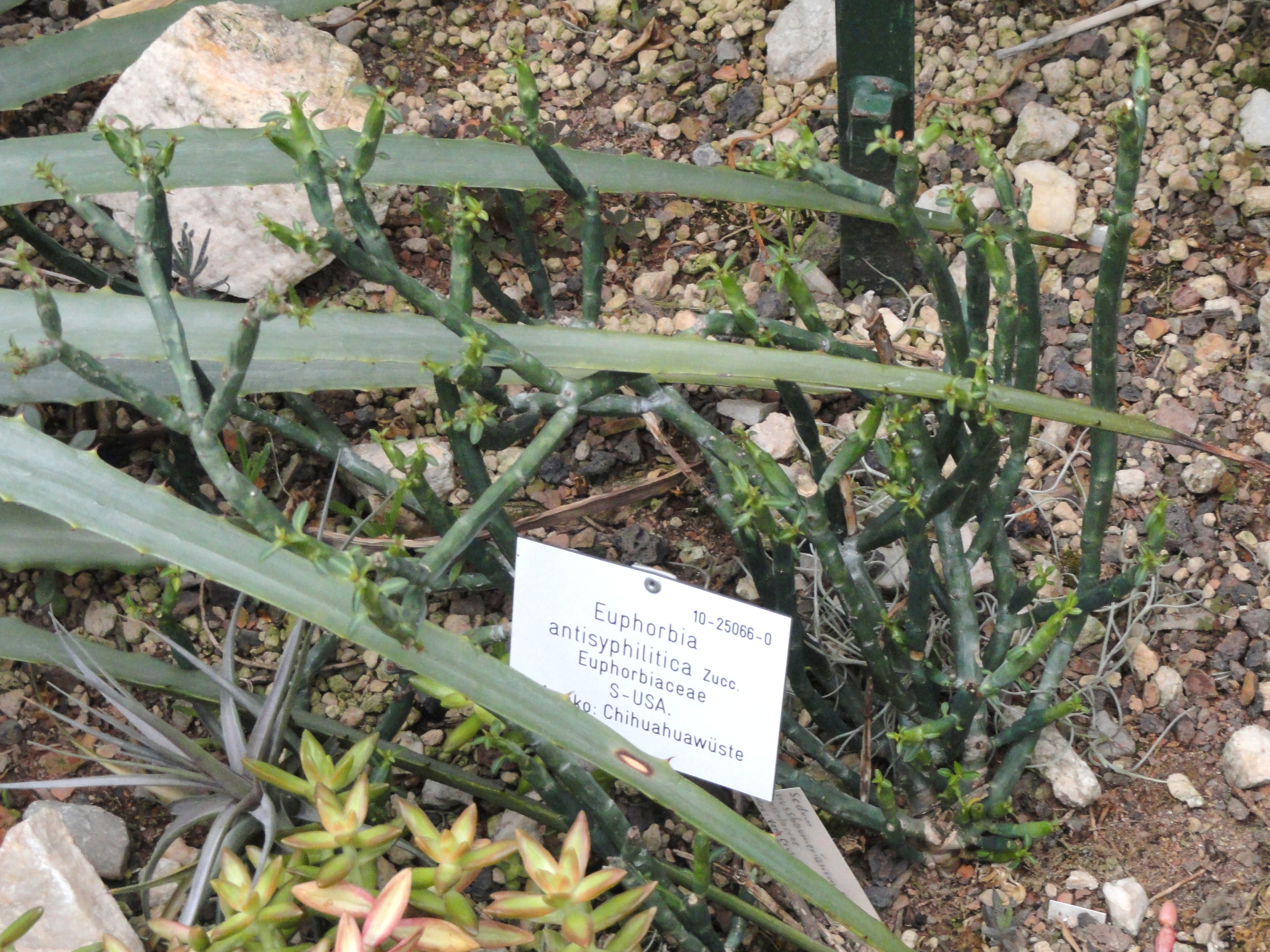
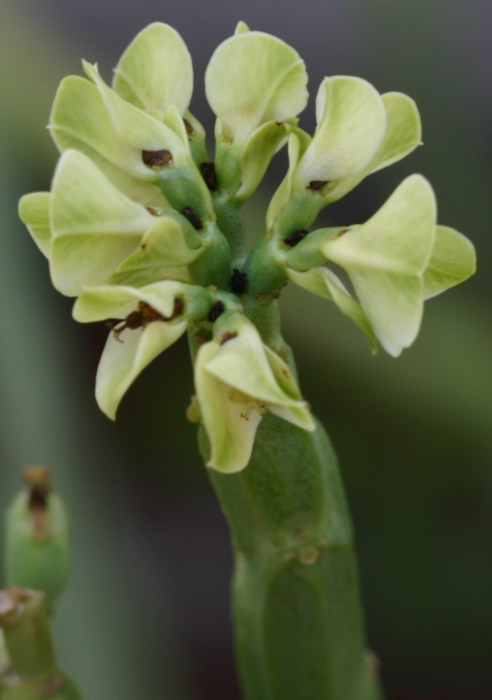
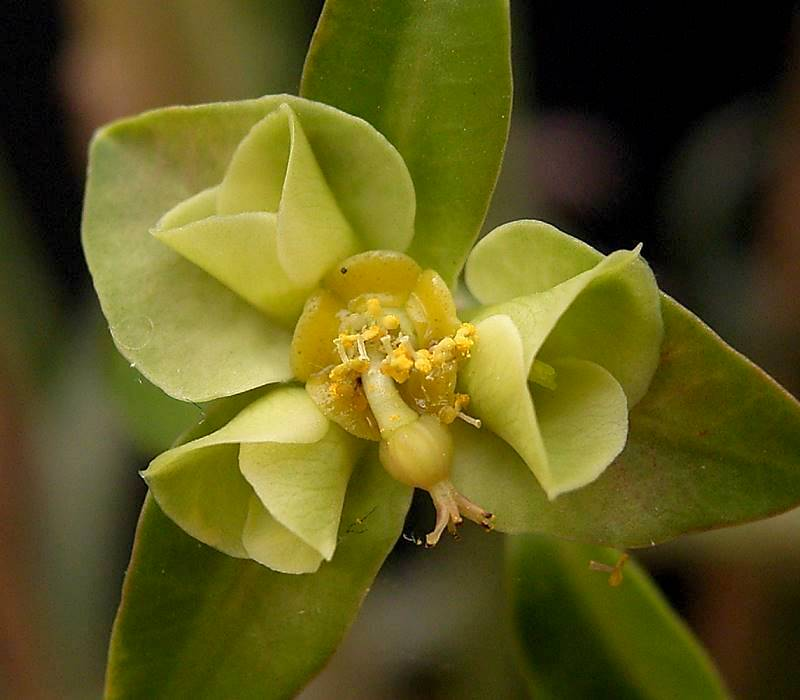